# Salizzole
Salizzole là một đô thị ở tỉnh Verona trong vùng Veneto của Ý, có cự ly khoảng 100 km về phía tây của Venice và khoảng 20 km về phía đông nam của Verona.
Salizzole giáp các đô thị: Bovolone, Concamarise, Isola della Scala, Nogara và Sanguinetto.

## Các công trình nổi bật

### Nhà thờ
- Santa Maria Assunta (thế kỷ 15)
- S. Caterina di Alessandria (thế kỷ 15)
- S.Martino (thế kỷ 16)

### Villa
- Corte Busa (thế kỷ 15)
- Villa Sagramoso-Campostrini-Malafatti (thế kỷ 16)
- Villa Zanetti (thế kỷ 16)
- Villa Franceschini (thế kỷ 16))
- Villa Pullè (thế kỷ 17)

### Lâu đài
- Lâu đài (thế kỷ 12)